# Eparchia di Simbirsk

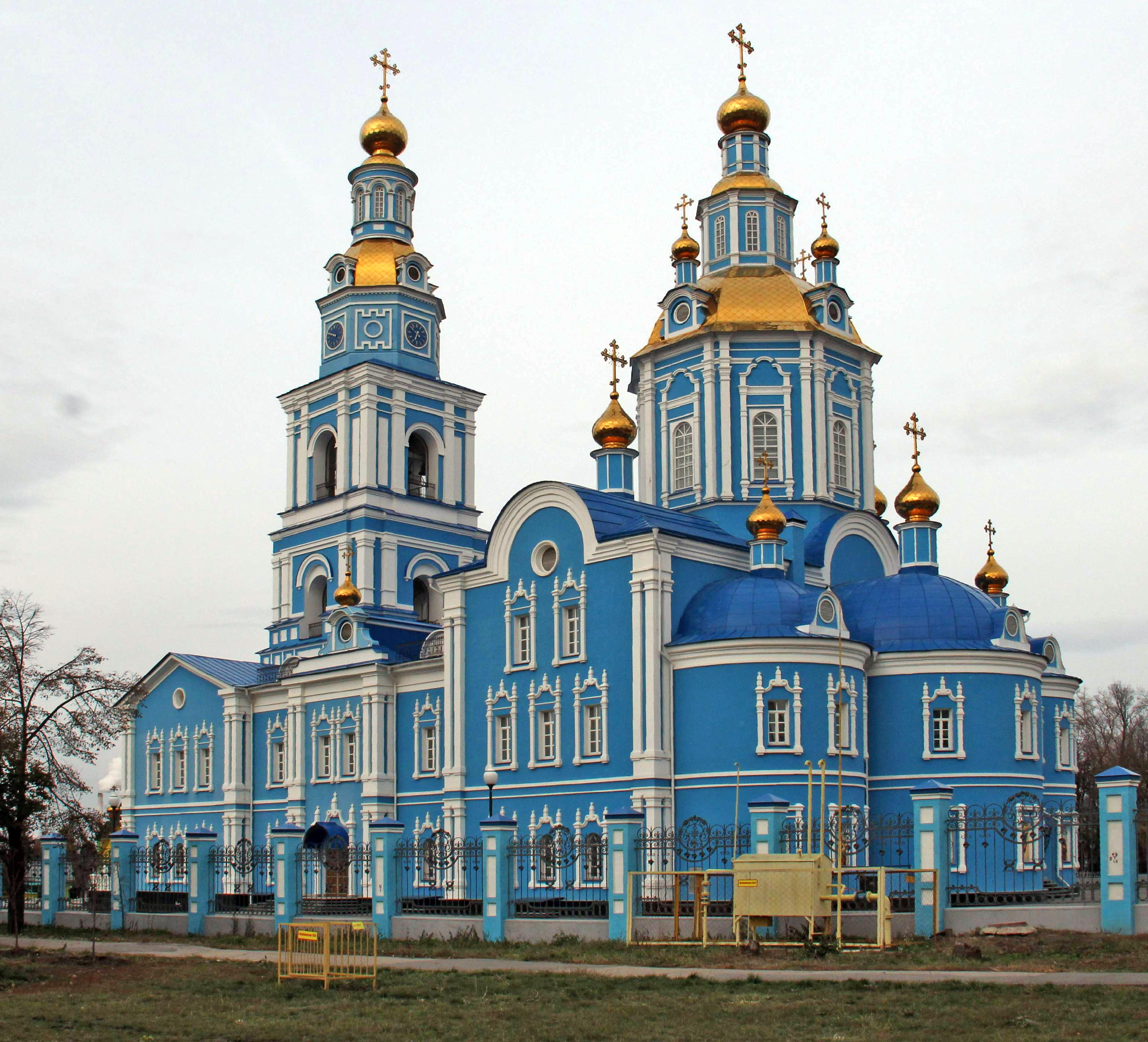
La cattedrale dell'Ascensione di Ul'janovsk.

L'eparchia di Simbirsk (in russo Симбирская епархия?) è una diocesi della Chiesa ortodossa russa, appartenente alla metropolia di Simbirsk.

## Territorio
L'eparchia comprende le città di Novoul'janovsk e Ul'janovsk, e i rajon Veškajmskij, Karsunskij, Kuzovatovskij, Majnskij, Novospasskij, Surskij, Ul'janovskij e Cil'ninskij nella oblast' di Ul'janovsk.
Sede eparchiale è la città di Ul'janovsk, nota in passato con il nome di Simbirsk, dove si trova la cattedrale dell'Ascensione.
L'eparca ha il titolo ufficiale di «metropolita di Simbirsk e Novospasskoe».

## Storia
L'eparchia è stata eretta il 10 febbraio 1832 ricavandone il territorio dall'eparchia di Kazan'. Il 10 dicembre 1850 cedette una porzione di territorio per l'erezione dell'eparchia di Samara. Fu soppressa nel 1959 e il suo territorio annesso a quello dell'eparchia di Samara.
L'eparchia è stata restaurata con decisione del Santo Sinodo del 13-14 settembre 1989, con il nome di eparchia di Ul'janovsk, che modificò in quello attuale il 17 luglio 2001.
Il 26 luglio 2012 cedette porzioni di territorio a vantaggio dell'erezione delle eparchie di Baryš e Melekes e contestualmente entrò a far parte della metropolia di Simbirsk.